# Rhombodera extraordinaria
Rhombodera extraordinaria es una especie de mantis de la familia Mantidae.

## Distribución geográfica
Se encuentra posiblemente en Asia.